# الیویه رویر
الیویه رویر (انگلیسی: Olivier Rouyer؛ زادهٔ ۱ دسامبر ۱۹۵۵) بازیکن فوتبال اهل فرانسه است.
از باشگاه‌هایی که در آن بازی کرده‌است می‌توان به استراسبورگ، نانسی، و لیون اشاره کرد.
وی همچنین در تیم ملی فوتبال فرانسه در جام جهانی ۱۹۷۸ بازی کرده‌است و مدتی نیز مربی نانسی، از سال‌های ۱۹۹۱ تا ۱۹۹۴ بود.
او پس از بازنشستگی از بازیگری و مربیگری، همجنسگرایی خود را آشکار کرد.